# Schuilkelder

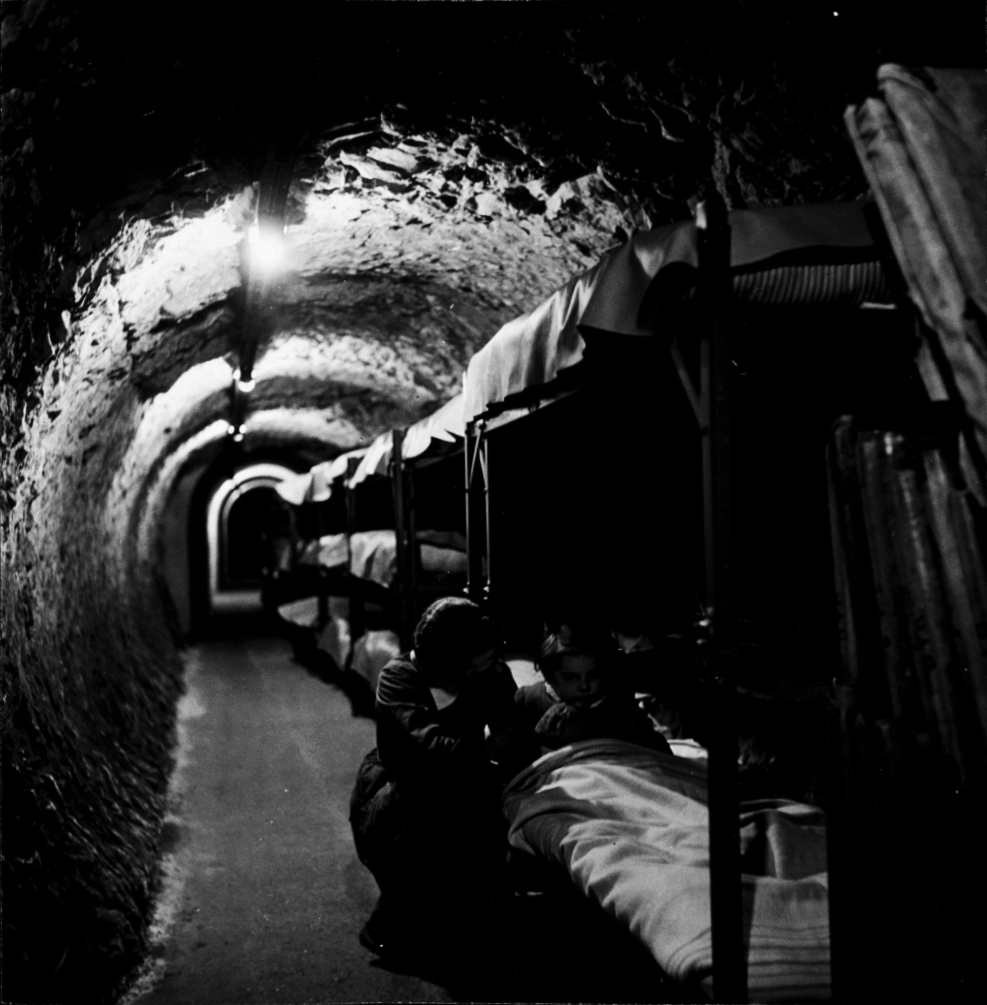
Metrotunnel als schuilkelder in de Tweede Wereldoorlog.

Een schuilkelder is een kelder om de bevolking te beschermen tegen een luchtaanval en andere soorten van gevaar. Tijdens de Tweede Wereldoorlog zijn in Groot-Brittannië op grote schaal schuilkelders gebouwd om de bevolking te beschermen tegen Duitse luchtaanvallen.

## Nederland
In Nederland hadden in de Tweede Wereldoorlog veel mensen, die daarvoor de mogelijkheden hadden, een particuliere schuilkelder in hun tuin of op hun erf. Na de Tweede Wereldoorlog werden vooral tijdens de Koude Oorlog schuilkelders gebouwd uit angst voor mogelijke nucleaire aanvallen. Deze atoomschuilkelders zouden bestand zijn tegen nucleaire fall-out die volgt op een aanval met kernwapens. Bij de aanleg van veel metrostations in Amsterdam en Rotterdam is een atoomschuilkelder in- of aangebouwd.
Officieel zijn er in Nederland geen openbare schuilkelders meer. Halverwege de jaren tachtig, na afloop van de Koude Oorlog, zette het ministerie van Binnenlandse Zaken een streep onder het schuilkelderbeleid. Nederlandse schuilkelders worden steeds vaker voor andere doeleinden gebruikt zoals opslag, archivering en het onderbrengen van servers.
Veel gebouwen van de Rijksoverheid, provincies en grote gemeenten, maar ook van de Nederlandse Spoorwegen en Rijkswaterstaat, beschikten over grotere en kleinere schuilgelegenheden van waaruit de belangrijkste werkzaamheden in oorlogstijd konden worden voortgezet. Onder het toenmalige Schedeldoekshavencomplex in Den Haag was tot in 2013 een noodzetel ingericht dat als uitwijk kon dienen voor de crisiscentra van het ministerie van Justitie (en Veiligheid) en het ministerie van Binnenlandse Zaken en Koninkrijksrelaties. Ook de gemeente Amsterdam beschikt over een dergelijke ruimte. Deze 'bunker' onder het stadhuis biedt bij calamiteiten plaats aan onder andere de burgemeester en andere prominente Nederlanders.